# Wabasso cacuminatus
Wabasso cacuminatus är en spindelart som beskrevs av Alfred Frank Millidge 1984. Wabasso cacuminatus ingår i släktet Wabasso och familjen täckvävarspindlar. Inga underarter finns listade i Catalogue of Life.